# Litton (Somerset)
Pour les articles homonymes, voir Litton.
Litton est une paroisse civile et un village du Somerset, en Angleterre.